# Hruszów
Hruszów – wieś w Polsce położona w województwie lubelskim, w powiecie chełmskim, w gminie Rejowiec.
W latach 1975–1998 miejscowość administracyjnie należała do województwa chełmskiego. Od 1 stycznia 2006 wchodzi w skład powiatu chełmskiego (przedtem krasnostawskiego). Przez miejscowość przechodzi szlak turystyczny:  – Szlak Ariański. 
Wieś stanowi sołectwo gminy Rejowiec. Według Narodowego Spisu Powszechnego (III 2011 r.) liczyła 459 mieszkańców i była drugą co do wielkości miejscowością gminy Rejowiec.
Wierni Kościoła rzymskokatolickiego należą do parafii św. Jozafata Kuncewicza w Rejowcu.

## Części wsi
| SIMC    | Nazwa  | Rodzaj    |
| ------- | ------ | --------- |
| 1026697 | Majdan | część wsi |
| 0105555 | Piaski | część wsi |

## Historia
Hruszów, wieś w powiecie krasnostawskim. W roku 1565 należała do starostwa krasnostawskiego, miała 12 kmieci, 4 zagrodników. Dochód wynosił  9 złotych  12 gr. Według Słownika geograficznego Królestwa Polskiego z roku 1882 Hruszów stanowił folwark i wieś z ówczesnym Majdanem Marynin w powiecie krasnostawskim,  gminie Rejowiec. Podług opisu z r. 1866 rozległość wynosiła  1360 mórg w tym: grunta orne i ogrody mórg 276, łąk mórg 61, pastwisk mórg 49, lasu mórg 670, zarośli mórg 280, nieużytki i place stanowiły  24 morgi. Wieś Hruszów posiadała osad 15, z gruntem mórg 144, wieś Majdan Marynin osad 16, z gruntem mórg 241.